# Rugbi Club Sant Andreu
El Rugbi Club Sant Andreu fou un club de rugbi del barri de Sant Andreu de Barcelona, fundat l'any 1921.
Conegut com els Diables Vermells, és considerat com un dels equips pioners del rugbi català ja que participà en la fundació de la Federació Catalana de Rugbi. Disputà diversos partits amistosos i competí als Campionats de Catalunya i d'Espanya, essent-ne campió el 1925. Aquell mateix any, participà en la creació la Unió Esportiva Sant Andreu, fruit de la fusió amb altres clubs esportius del barri, com l'Avenç de l'Esport, l'Andreuenc, l'Esport Ciclista Sant Andreu i l'Agrupació Atlètica Vida.